# دييغو كاراسكو (لاعب كرة قدم)
دييغو كاراسكو (بالإسبانية: Diego Carrasco) هو لاعب كرة قدم تشيلي، ولد في 25 مايو 1995 في كوكيمبو في تشيلي. لعب مع نادي أونيفرسيداد دي تشيلي.

## وصلات خارجية
- دييغو كاراسكو على موقع قاعدة بيانات كرة القدم.إي يو (الإنجليزية)
- دييغو كاراسكو على موقع Soccerway.com (الإنجليزية)